# 2014년 우크라이나 공군 일류신 Il-76 격추
우크라이나 공군 일류신 Il-76 격추(우크라이나어: Збиття Іл-76 у Луганську)는 2014년 6월 14일 우크라이나 공군 소속 일류신 Il-76MD기가 루한스크주 동부와 도네츠크주를 장악한 우크라이나 반정부군인 도네츠크 인민 공화국과 루간스크 인민 공화국에 대한 군사작전 중 루간스크 인민 공화국 군에게 격추당한 사건이다. 항공기는 루한스크 국제공항 근처에서 착륙 준비중이었으며, 공개되지 않은 위치에서 무기와 군사를 싣는 중이었다. 탑승한 인원 49명 전원이 사망했다.

## 항공기
이 항공기는 우크라이나 공군 소속 일류신 Il-76MD 기로 항공기 등록번호 76777, 제조업체 일련번호 0083482490였다. 이 항공기는 1988년 처음 운행했다.
원래는 아에로플로트 CCCP-76777로 운행했으나, 이후 우크라이나 공군으로 넘어가면서 아조프 아비아 항공과 아비로드 TAC에서 UR-76777로 운행했으며, 이후 파얌 항공에서 EP-TPY로 운행했다. 이 비행기는 이후 ATI 항공회사로 인수될 예정이었으나 실제로 진행되진 않았고 이후 우크라이나 공군이 다시 사들여 사용하고 있다.

## 격추
이 비행기에는 군사 장비, 군인 40명, 승무원 9명이 타고 있었다. 이 비행기가 루한스크의 루한스크 국제공항으로 착륙할 때 강한 공격을 받았다. 우크라이나 국방부에 따르면, 이 항공기에 중기관총이 발사되었다고 말했다. 우크라이나 검찰청에 따르면 이 항공기는 MANPADS 장비로 격추되었다고 말했다. 이 비행기는 현지 시각 00:51에 추락(UTC 6월 13일 21:51)했고 탑승해 있던 49명 전원이 사망했다. 우크라이나 국방부는 항공기와 군사를 격추시킨 "테러리스트"를 비난했다. 나중에 비행기에 타고 있었던 사람들은 25 공수 여단 소속 낙하산병 40명인 것으로 확인되었다.
키예프에서 기반을 둔 군사 분석에서는 루한스크 국제공항 근처에서 빈 9K38 이글라 발사관 2개가 발견되었다고 말했다. 도네츠크 인민 공화국의 대변인인 블라디미르 이노고로드스키는 이글라 미사일을 사용했다고 발표했다. 친러시아군은 비행기 격추 7일 전에 공항에서의 비행을 더 이상 허가하지 않는다고 말했다.
이 사건은 2014년 2월 2014년 우크라이나 친러시아 분쟁이 일어난 이후 우크라이나군이 입은 최악의 사상자가 발생한 사건 중 하나이다. 또한, 이 사건은 Il-76에서 사상자가 4번째로 많은 사고이며, 우크라이나에서 10번째로 사망자가 큰 항공사고이다.
러시아 소식통에 따르면, 6월 17일 루간스크 인민 공화국의 대표 발레리 볼로토프가 루간스크 인민 공화국의 연구자들이 추락 현장에서 무기나 사망한 군인 둘 다 발견하지 못했다고 발표했다고 말했다. 볼로토프는 이 비행기가 비어있었고 작전 중 사망(KIA)한 군인의 시체를 운반하기 위한 용도로 가져온 것 같다고 가정하면서 반군이 이 비행기를 격추시켰다고 재확인했다.

## 반응
우크라이나 대통령 페트로 포로셴코는 분리주의자들에게 "적절한 대응"을 하겠다고 말하면서 6월 15일을 국가 애도의 날로 선포했다. 긴급 발표 방송에서 포로셴코는 항공기 보호 임무를 "생략한" 우크라이나 보안원 원장을 꾸짖었다. 그는 이 격추에 대한 "이유에 대한 자세한 분석"을 촉구했고 인사 이동이 있을 수 있음을 지적했다. 현행 우크라이나 국방부 장관인 미할로 코발은 이 사건의 조사 기간 동안 이 직무를 맡을 우크라이나 군 참모장에 대한 해임을 발표했다.
우크라이나 총리인 아르세니 야체뉴크는 "그들이 남성, 여성, 어린이, 노인을 지켰기 때문에 그들이 죽게 되었다"라고 말했다. 또한, 그는 "첫째로 우리가 악으로부터 우리 땅을 청소하여 그들을 죽이고 닦아 영웅들을 기념하자"라고 말했다.

## 같이 보기
- 말레이시아 항공 17편 격추 사건